# Escariche
Escariche es un municipio y localidad española de la provincia de Guadalajara, en la comunidad autónoma de Castilla-La Mancha. El término municipal, ubicado en la comarca de La Alcarria, tiene una población de 185 habitantes (INE 2024).

## Historia
A mediados del siglo XIX, el lugar contaba con una población censada de 386 habitantes. La localidad aparece descrita en el séptimo volumen del Diccionario geográfico-estadístico-histórico de España y sus posesiones de Ultramar de Pascual Madoz de la siguiente manera:

ESCARICHE: v. con ayunt. en la prov. de Guadalajara (5 leg.), part. jud. de Pastrana (2), aud. terr. de Madrid (9), c. g. de Castilla la Nueva, dióc. de Toledo (20). sit. en la ladera de un cerro á la márg. izq. del r. Tajuña, resguardada de los vientos N. y SE.; goza de clima sano y no se conocen enfermedades especiales. Tiene 100 casas, la de ayuntamiento, un convento que fué de monjas Franciscas, y trasladadas estas á Almonacid de Zorita, á principios del siglo anterior, se halla desde entonces destinado á viviendas de particulares; un horno de pan cocer, un molino aceitero; 2 pósitos, uno nacional y otro pio, cuyos fondos consisten en 134 fan. de trigo; escuela de instruccion primaría concurrida por 24 alumnos, á cargo de un maestro dotado con 450 rs. y una corta retribucion de cada uno de los discípulos; una fuente de buen agua de que se surte el vecindario para beber; una igl. parr. de entrada (San Miguel), servida por un cura de provision en concurso; el cementerio se halla á la orilla del pueblo en posicion que no ofende á la salubridad pública. Confina el térm. N. Loranca de Tajuña; E. Escopete; S. Yebra y Pozo de Almoguera, y O. Fuentenovilla; dentro de él se encuentran dos ermitas (el Sto. Cristo del Calvario y Ntra. Sra. de las Angustias), y una fuente de buenas aguas, cuyo sobrante, unido al de la que hay dentro de la v., forma un arroyuelo que sirve de lavadero y va á desembocar en el Tajuña. El terreno es quebrado, pedregoso y flojo, se hallan en cultivo 60 fan. de regadío y 300 de secano, y unas y otras de primera clase; 800 tambien de secano de segunda clase, y unas 2,000 de tercera; comprende varios montes poblados de encina, roble mata baja con muchas yerbas aromáticas y medicinales. caminos, los locales, de herradura, en mal estado , ya por la escabrosidad del terreno y ya por el abandono con que se miran. correo: se recibe y despacha en la estafeta de Pastrana, por un encargado que nombra el ayunt. prod.: trigo, cebada, centeno, avena, vino, aceite, poco cáñamo, almortas, lentejas, yeros, leñas de combustible y carboneo, y yerbas de pasto; hay canteras de yeso; se cria ganado lanar, vacuno, mular y asnal; caza de liebres, conejos y abundancia de perdices. ind.: la principal es la agrícola, hay algunos telares de lienzos de cáñamo, un molino harinero y muchos vecinos se dedican al carboneo. comercio: esportacion del carbon para diferentes puntos, y de los frutos sobrantes á los mercados de Pastrana en los que se surten los vec. de los artículos que les faltan; para el surtido de la v. hay tiendas de abaceria y merceria. pobl.: 79 vec., 386 alm. cap. prod.: 1.839,750 rs. imp.: 123,875. contr.: 15,279 rs. y 32 mrs. presupuesto municipal: 1,800 rs, se cubre por reparto entre el vecindario.
(Madoz, 1847, pp. 521-522)

## Demografía
Escariche cuenta con una población de 185 habitantes (INE 2024).
| Gráfica de evolución demográfica de Escariche entre 1842 y 2021                                                     |
| |
| Población de derecho según los censos de población del INE Población de hecho según los censos de población del INE |

| 1991 |  | 1996 |  | 2001 |  | 2004 |  | 2008 |  | 2013 |  | 2015 |
| ---- |  | ---- |  | ---- |  | ---- |  | ---- |  | ---- |  | ---- |
| 243  |  | 220  |  | 207  |  | 217  |  | 208  |  | 188  |  | 187  |

## Economía
La economía de Escariche se basó siempre en cultivo en todas sus formas. Mantuvo una industria del carboneo.[cita requerida]

## Patrimonio

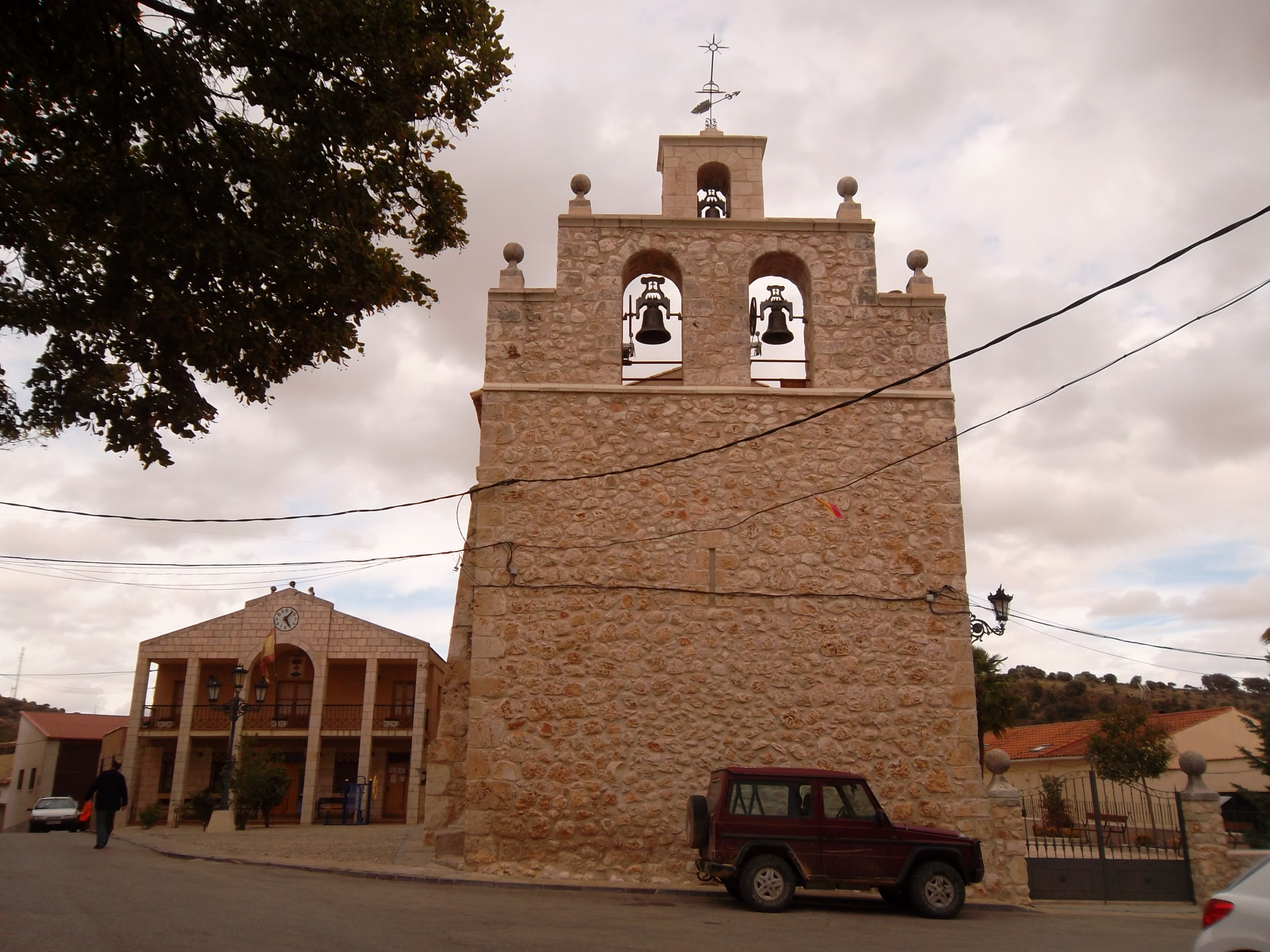
Iglesia de San Miguel

La iglesia de San Miguel es obra de la segunda mitad del siglo XVI. Destaca la portada meridional, en la que se destacan diversos elementos decorativos de tipo geométrico. El interior, de una sola nave, muestra algunos retablos, el principal del siglo XVII, con pinturas de Juan de Cerecedo realizadas entre 1576 y 1580, en las que aparecen diversas escenas de la vida de la Virgen. La labor de talla se debe al alcalaíno Miguel Sánchez, en torno a 1571.
Destacan en Escariche algunos ejemplares de casas rurales alcarreñas, grandes aleros de madera, pisos bajos de sillarejo, entramados de madera en el piso alto, etc. Algunos edificios son construidos enteramente de sillería, con rejas y algún escudo heráldico tallado en piedra, como por ejemplo el de la calle principal. También hay ejemplares de rejas populares y otros trabajos de forja artística. 

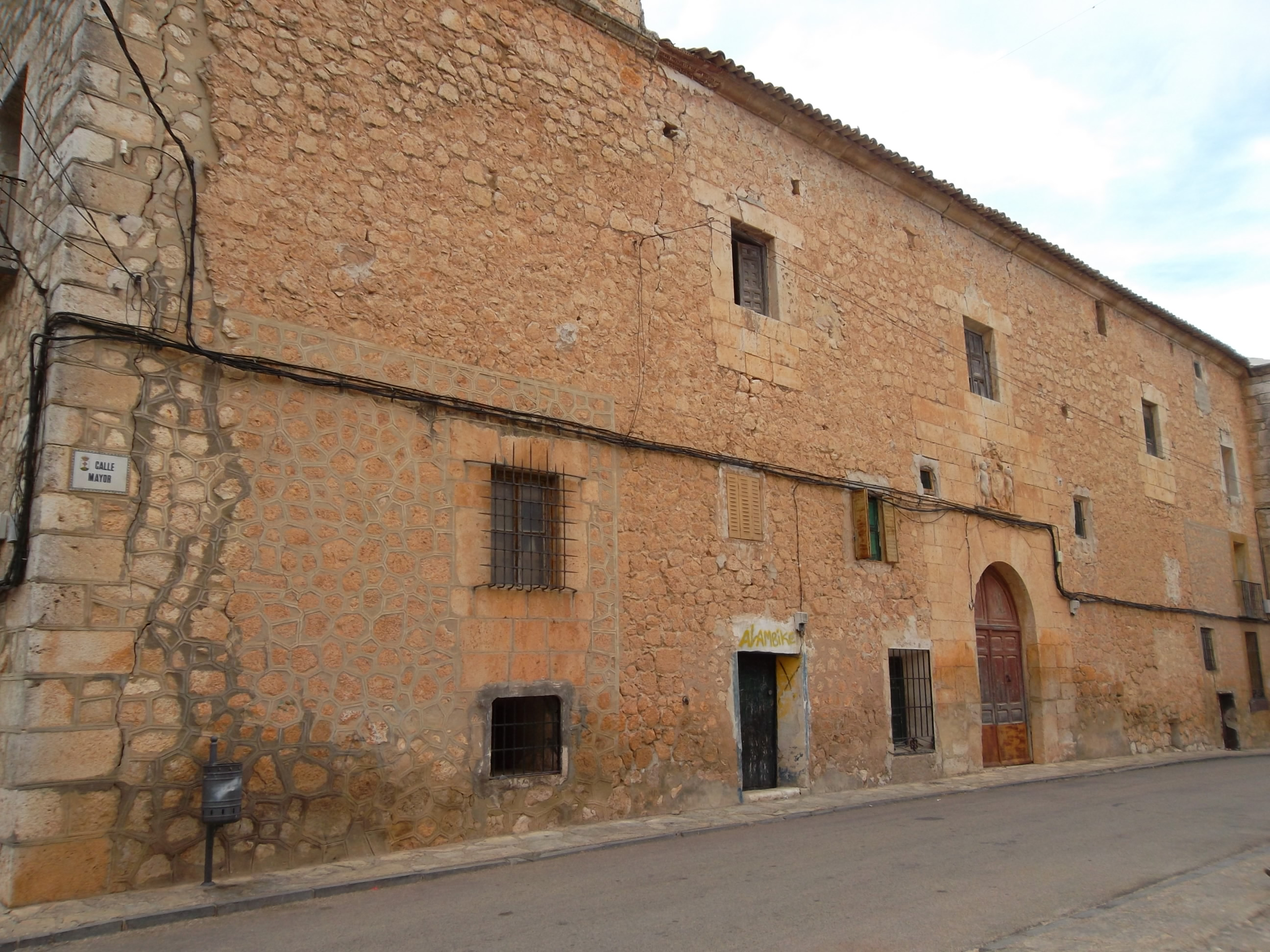
Palacio de los Polo y Cortés

En la parte alta del pueblo, y tras la iglesia parroquial, está el caserón de los Polo y Cortés, que fueron los señores de la villa. Es de obra de la segunda mitad del siglo XVI realizada en sillar y presenta muros lisos, sólo surcados por pequeñas y esporádicas ventanas, lo que le confiere al edificio un aspecto de fuerza y belicosidad no acorde ya con la época en que fue levantado. La puerta es sencilla con arquitrabes y rematada con un gran escudo. Esta casa fue utilizada, todavía en el siglo XVI, para albergar el Convento de la Purísima Concepción de Escariche que fundó el segundo señor de la villa, y por ello se construyó aneja una iglesia de la que aún pueden verse leves restos, transformados en cuadra. En 1567 Nicolás Polo Cortés hizo escritura de fundación del convento de monjas concepcionistas, donándolas para el mismo parte de su casa y levantándolas aneja una iglesia. Trajo las primeras monjas del convento concepcionista de Guadalajara, y entraron enseguida a formar parte de la comunidad seis hijas del fundador. Duró esta institución hasta la desamortización de Mendizábal. El interior hoy está habilitado para viviendas particulares.